# Богданас, Константинас
Константи́нас Богда́нас (лит. Konstantinas Bogdanas; 4 февраля 1926, местечко Жеймяй, Литва — 26 сентября 2011, Вильнюс) — советский и литовский скульптор, график, доктор искусствоведения (1956), профессор (1975). Народный художник Литовской ССР (1976).

## Биография
Учился в учительской семинарии в Паневежисе (1944—1945). В 1944 году вступил добровольцем в литовский местный отряд генерала Повиласа Плехавичюса в Мариямпольское военной училище.
Работал учителем в каунасских гимназиях (1947—1951) и Каунасской учительской семинарии. В Каунасском государственном художественном институте прикладного и декоративного искусства учился у Робертаса Антиниса, Юозаса Микенаса, Бронюса Пундзюса (1945—1951). Затем занимался в аспирантуре Института живописи, скульптуры и архитектуры имени И. Е. Репина Академии художеств (1953—1956) в Ленинграде. Член Союза художников Литвы (с 1952 года), в 1956—1982 годах — ответственный секретарь правления, заместитель председателя, в 1982—1987 годах — председатель.
Одновременно в 1951—1993 годах в Вильнюсском художественном институте (ныне Вильнюсская художественная академия) преподаватель, доцент, профессор; заведующий кафедрой скульптуры (1959—1988; по другим сведениям, в 1961—1988 годах), проректор (1962—1969). В 1986—1995 годах профессор-консультант Вильнюсской художественной академии.
Депутат Верховного Совета Литовской ССР (1985—1989). Канцлер ордена Святого Казимира, член и почётный член различных организаций в Литве.

## Творчество
В послевоенные годы написал свыше десяти картин для костёлов Литвы.
В выставках участвует с 1951 года. Скульптурные работы экспонировались на выставках в Вильнюсе, Риге, Москве, Хельсинки, Софии, Белграде, Вене, Пекине, также в городах Эстонии, Польши, Германии, США и ряде других стран. Произведения хранятся в Литовском художественном музее.
Публиковал стихотворения. Автор множества статей по вопросам искусства и культуры в печати Литвы и других стран, а также искусствоведческих работ:
- Rusų skulptorius R. R. Bachas («Русский скульптор Р. Р. Бах», монография; 1954)
- Скульптор Юозас Микенас (монография; Москва, 1961),
- Искусство Литвы (в соавторстве со Светланой Червоной, 1972)

### Основные произведения

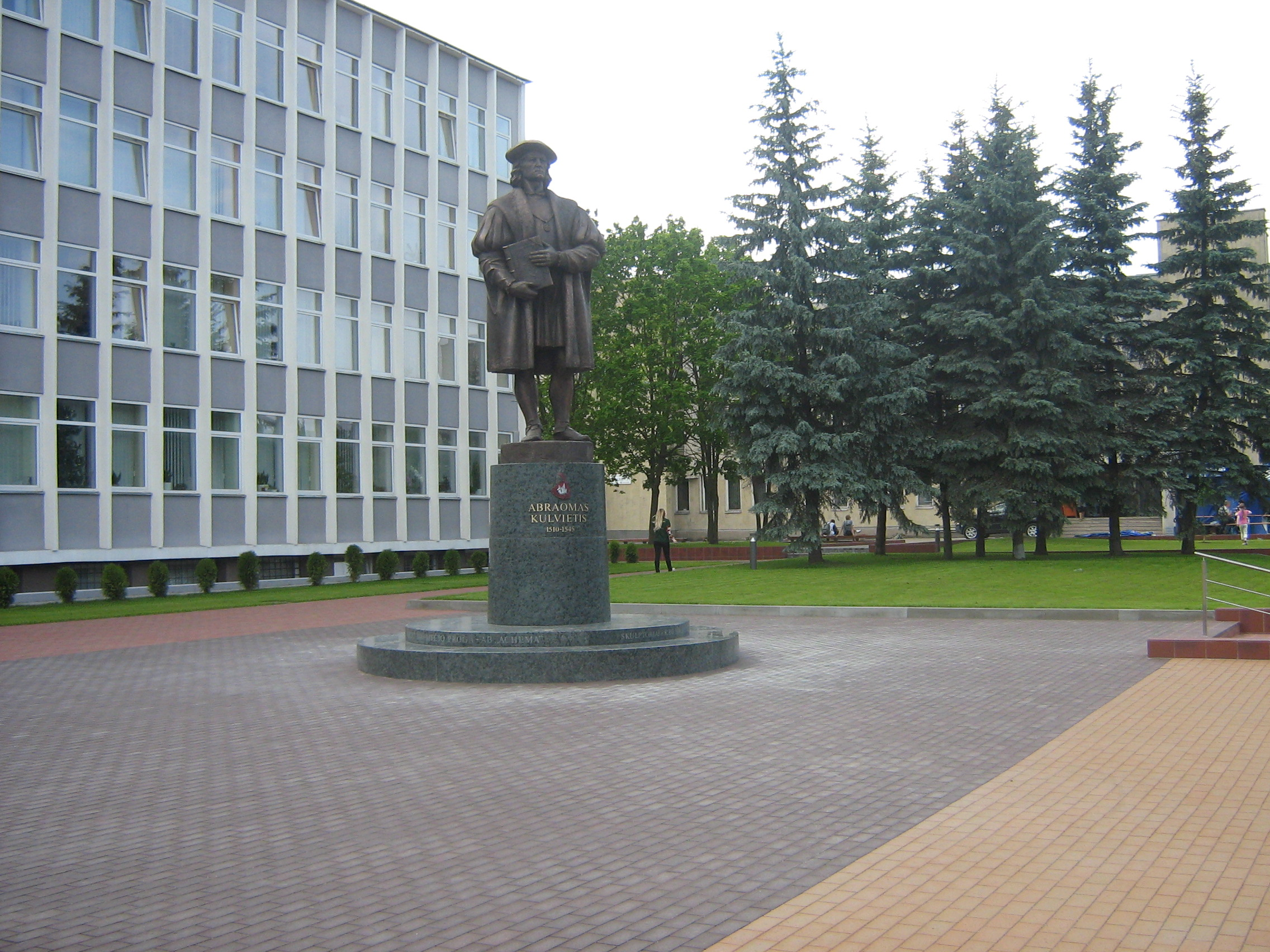
Памятник Абраомасу Кульветису в Йонаве

- Памятник 1 200 воинам-гвардейцам, павшим при штурме крепости и города Кёнигсберг (в составе творческой группы под руководством заслуженного деятеля искусств Литвы Юозаса Микенаса; 1945, Калининград).
- Памятная доска архитектору Лауринасу Стуоке-Гуцявичюс во Дворе Гуцявичюса, Вильнюсский университет).
- Памятник писателю Кристионасу Донелайтису (1963, Вильнюсский университет).
- Памятник дважды Герою Советского Союза Якову Смушкевичу (1969, Рокишкис).
- Памятник поэту Юлюсу Янонису (1976, Биржай).
- Бронзовый портрет Мартинаса Мажвидаса в коридоре филологического факультета Вильнюсского университета (1979)[2]
- Памятник П. Гудинасу (1982).
- Портрет учительницы (1975—1983).
- Монумент «Скорбящая мать» (1985, Каунас).
- Скульптурная композиция «Здесь будет Вильнюс» (1986).
- Памятник Станисловасу Рапалёнису (1986, Эйшишкес).
- Портрет экономиста А. Мауракаса (1981)
- Портрет тракториста В. Харламова (1983)
- Портрет художника Владаса Каратаюса (1984)
- Портрет художника Витаутаса Казимераса Йонинаса (1985)
- Памятная доска и скульптурный портрет Абраомаса Кульветиса, литовского просветителя, одного из основателя литовской книжной традиции (факультет филологии и журналистики Калининградского государственного университета, 2005).
- памятник Абраомасу Кульветису (Абрахаму Кульвецу), созданный совместно с Миндаугасом Шнипасом и торжественно открытый 21 июня 2009 года в Ионаве[3].

### Памятник Фрэнку Заппе

Памятник Заппе (Фрагмент)

В декабре 1995 года в Вильнюсе установлен памятник американскому певцу и музыканту Фрэнку Заппе в сквере у поликлиники на улице Калинауско — единственный, насколько известно, памятник культовому музыканту. Памятник сооружён по инициативе группы энтузиастов (1993) и первоначально предполагался у Гимназии искусств имени М. К. Чюрлёниса, чему помешала кампания консервативной части общественности в средствах массовой информации: утверждалось, что сомнительная фигура будет оказывать деморализующее воздействие на подрастающее поколение. Тем не менее памятник на добровольные пожертвования, средства от благотворительных концертов и аукционов был сооружён и стал одной из туристических достопримечательностей Вильнюса, по посещаемости превосходящей Тракайский замок.

## Награды и звания
- Кавалер 1 класса ордена Заслуг (1998, Норвегия)[6].
- Народный художник Литовской ССР (1976).
- Заслуженный деятель искусств Литовской ССР (1963).
- Государственная премия Литовской ССР (1976) за скульптуры-памятники К. Донелайтису (1963, Вильнюс), дважды Герою Советского Союза Якову Смушкевичу (1969, Рокишкис), Ч. Кудабе (1972, Швенчёнис), Ю. Янонису (1976, Биржай).
- Член-корреспондент Российской академии художеств (с 1983 года).
- Награждён советским орденом Дружбы народов (1986).
- По решению совета Ионавского района от 4 августа 2000 года скульптору присвоено звание почётного гражданина района[7]
- Почётный гражданин Биржайского района (звание присвоено 28 июля 2011 года)[8].